# Ordizia Rugby Elkartea
Actualités
Ordizia Rugby Elkartea, connu pour des raisons de sponsoring sous le nom de AMPO Ordizia RE, est un club de rugby à XV basque situé à Ordizia, en Guipuscoa, Espagne. Fondé en 1973, il évolue en División de Honor, la plus haute division du championnat espagnol.

## Histoire
L'Ordizia Rugby Elkartea est fondé en 1973 à l’initiative d’un groupe d’amis réunis au sein de la société de randonnée Mendizaleak. Le club joue son premier match officiel le 28 octobre 1973 face au Txingudi Rugby Club Rugby Club Irun. D'abord baptisé S.M. Ordizia, le club s’ancre rapidement dans la culture locale.
Le club dispute ses premières saisons sur la pelouse naturelle du stade d'Altamira. En raison des conditions humides, le club est contraint d'évoluer un temps à l'ancien stade Trevijano. Depuis 2009, il évolue sur une pelouse synthétique rénovée à Altamira.
Promu en División de Honor pour la saison 2005-2006 après avoir remporté le championnat de Primera Nacional, Ordizia Rugby Elkartea s’impose comme un club durablement installé parmi l’élite du rugby espagnol. À partir de 2006, le club basque navigue entre les bas et milieux de tableau, assurant son maintien sans toutefois se mêler à la lutte pour le titre.
Le tournant intervient lors de la saison 2010-2011, avec une quatrième place en phase régulière et une première qualification pour les demi-finales du championnat. Le club progresse encore la saison suivante : en 2011-2012, l’équipe atteint la finale de la División de Honor, battue seulement par le Valladolid Rugby Asociación Club, mais remporte la Copa del Rey, premier titre national de son histoire. Ordizia récidive l’année suivante en Coupe, avec un deuxième sacre consécutif en 2013. Ces performances marquent l’apogée de l’ère dirigée par Axio Araña (eu), entraîneur emblématique du club.
Malgré le départ de plusieurs cadres, Ordizia reste compétitif au cours de la décennie suivante. Le club dispute régulièrement les phases finales du championnat (2013, 2014, 2020, 2022, 2023) et atteint à nouveau la finale de la Coupe du Roi en 2021, battu cette fois par le FC Barcelone.
Sous la direction d’entraîneurs comme Iñigo Marotías, Iñigo Alberdi ou encore Diego Zarzosa, Ordizia continue de proposer un rugby attractif, tout en s’appuyant sur un noyau de joueurs fidèles, souvent issus du cru, comme Julen Goia, Endika Iriondo, Julen Omaetxebarria, Ander Alberdi ou Ander Astigarraga.
En 2024-2025, pour sa vingtième saison consécutive au plus haut niveau, Ordizia RE dispute une nouvelle fois les play-offs de championnat, mais s'incline en quarts de finale face au Club Deportivo Aparejadores Rugby Burgos. Le club célèbre à cette occasion deux décennies de constance au plus haut niveau du rugby espagnol, confirmant sa place parmi les piliers de la División de Honor.

### Gipuzkoa Sortzen Rugby Taldea
À partir de la saison 2024-2025, les clubs voisins de Zarautz Rugby Taldea (es) et Bera Bera Rugby s’unissent sous le nom de Gipuzkoa Sortzen Rugby Taldea (eu) en División de Honor B. Ordizia, pour sa part, a refusé de rejoindre ce projet commun, souhaitant conserver son indépendance.

## Palmarès
- Championnat d'Espagne :
  - Vice-champion : 2011, 2012, 2022.
- Championnat d'Espagne de 2e division :
  - Champion : 2005.
- Copa del Rey :
  - Vainqueur : 2012, 2013.